# Wola Potocka
Wola Potocka [pronunciación en polaco: /ˈvɔla pɔˈtɔt͡ska/] es un pueblo ubicado en el distrito administrativo de Gmina Potok Wielki, dentro del Condado de Janów Lubelski, Voivodato de Lublin, en Polonia oriental. Se encuentra aproximadamente a 16 kilómetros al oeste de Janów Lubelski y a 59 kilómetros al suroeste de la capital regional Lublin.